# Videlles
Videlles (prononcé [vid̪ɛl] ) est une commune française située à quarante-cinq kilomètres au sud-est de Paris dans le département de l'Essonne en région Île-de-France.
Ses habitants sont appelés les Videlliers.

## Géographie

### Situation
| Type d’occupation           | Pourcentage | Superficie (en hectares) |
| --------------------------- | ----------- | ------------------------ |
| Espace urbain construit     | 3,7 %       | 32,36                    |
| Espace urbain non construit | 2,7 %       | 23,45                    |
| Espace rural                | 93,6 %      | 820,33                   |
| Source : Iaurif-MOS 2008    |             |                          |

Videlles est située à quarante-cinq kilomètres au sud-est de Paris-Notre-Dame, point zéro des routes de France, dix-neuf kilomètres au sud-ouest d'Évry, vingt kilomètres au nord-est d'Étampes, six kilomètres au sud-est de La Ferté-Alais, sept kilomètres au nord-ouest de Milly-la-Forêt, dix-sept kilomètres au sud-ouest de Corbeil-Essonnes, dix-neuf kilomètres au sud-est d'Arpajon, vingt-trois kilomètres au sud-est de Montlhéry, trente-et-un kilomètres au sud-est de Palaiseau, trente-deux kilomètres au sud-est de Dourdan.

### Relief et géologie
La commune se trouve sur un plateau surplombant la vallée de l'Essonne.

### Climat
Pour des articles plus généraux, voir Climat de l'Île-de-France et Climat de l'Essonne.
En 2010, le climat de la commune est de type climat océanique dégradé des plaines du Centre et du Nord, selon une étude du CNRS s'appuyant sur une série de données couvrant la période 1971-2000. En 2020, Météo-France publie une typologie des climats de la France métropolitaine dans laquelle la commune est exposée à un climat océanique altéré et est dans la région climatique Sud-ouest du bassin Parisien, caractérisée par une faible pluviométrie, notamment au printemps (120 à 150 mm) et un hiver froid (3,5 °C). 
Pour la période 1971-2000, la température annuelle moyenne est de 10,9 °C, avec une amplitude thermique annuelle de 15,3 °C. Le cumul annuel moyen de précipitations est de 672 mm, avec 10,6 jours de précipitations en janvier et 7,6 jours en juillet. Pour la période 1991-2020, la température moyenne annuelle observée sur la station météorologique la plus proche, située sur la commune de Courdimanche-sur-Essonne à 7 km à vol d'oiseau, est de 11,6 °C et le cumul annuel moyen de précipitations est de 594,8 mm,. Pour l'avenir, les paramètres climatiques de la commune estimés pour 2050 selon différents scénarios d'émission de gaz à effet de serre sont consultables sur un site dédié publié par Météo-France en novembre 2022.

## Urbanisme

### Typologie
Au 1er janvier 2024, Videlles est catégorisée commune rurale à habitat dispersé, selon la nouvelle grille communale de densité à sept niveaux définie par l'Insee en 2022.
Elle est située hors unité urbaine. Par ailleurs la commune fait partie de l'aire d'attraction de Paris, dont elle est une commune de la couronne,. Cette aire regroupe 1 929 communes,.

## Toponymie
Le nom du lieu provient du lieu-dit « le rocher de la Vidée » où se pratiquait le dépeçage des animaux qui a donné Videlles[Information douteuse].
La commune fut instituée en 1793 avec son nom actuel.

## Histoire
Videlles possède un site archéologique, un village agro-pastoral du Néolithique, « Le site des Roches » qui a donné son nom à la Culture de Cerny-Videlles, faciès du Groupe de Cerny. Lors de fouilles du mobilier a été découvert.

## Politique et administration

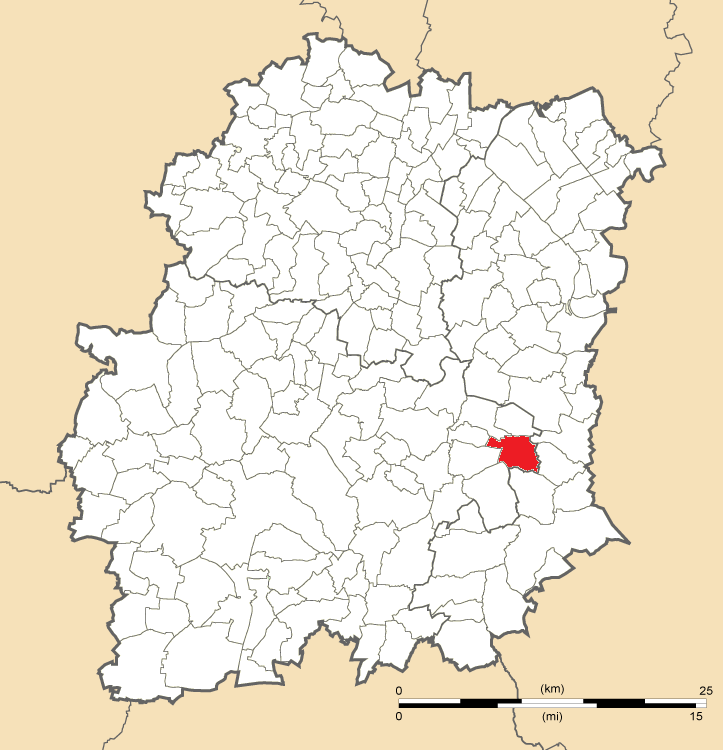
Position de Videlles en Essonne.

### Rattachements administratifs et électoraux
Antérieurement à la loi du 10 juillet 1964, la commune faisait partie du département de Seine-et-Oise. La réorganisation de la région parisienne en 1964 fit que la commune appartient désormais au département de l'Essonne et à son arrondissement d'Étampes , après un transfert administratif effectif au 1er janvier 1968. Pour l'élection des députés, elle fait partie de la deuxième circonscription de l'Essonne.
Elle faisait partie depuis 1801 du canton de la Ferté-Alais. Dans le cadre du redécoupage cantonal de 2014 en France, elle a intégré le canton de Mennecy.

### Intercommunalité
La commune est membre depuis le 1er janvier 2013 de la communauté de communes des 2 Vallées.

### Tendances et résultats politiques
Élections présidentielles
Résultats des deuxièmes tours :
- Élection présidentielle de 2002 : 74,58 % pour Jacques Chirac (RPR), 25,42 % pour Jean-Marie Le Pen (FN), 84,62 % de participation[27].
- Élection présidentielle de 2007 : 64,24 % pour Nicolas Sarkozy (UMP), 35,76 % pour Ségolène Royal (PS), 91,20 % de participation[28].
- Élection présidentielle de 2012 : 63,84 % pour Nicolas Sarkozy (UMP), 36,16 % pour François Hollande (PS), 85,83 % de participation[29].

Élections législatives
Résultats des deuxièmes tours :
- Élections législatives de 2002 : 68,77 % pour Franck Marlin (UMP), 31,23 % pour Gérard Lefranc (PCF), 70,68 % de participation[30].
- Élections législatives de 2007 : 54,13 % pour Franck Marlin (UMP) élu au premier tour, 13,68 % pour Marie-Agnès Labarre (PS), 71,89 % de participation[31].
- Élections législatives de 2012 : 68,13 % pour Franck Marlin (UMP), 32,88 % pour Béatrice Pèrié (PS), 64,71 % de participation[32].

Élections européennes
Résultats des deux meilleurs scores :
- Élections européennes de 2004 : 19,74 % pour Patrick Gaubert (UMP), 16,31 % pour Marine Le Pen (FN), 52,30 % de participation[33].
- Élections européennes de 2009 : 26,00 % pour Michel Barnier (UMP), 19,60 % pour Daniel Cohn-Bendit (Europe Écologie), 53,25 % de participation[34].

Élections régionales
Résultats des deux meilleurs scores :
- Élections régionales de 2004 : 40,06 % pour Jean-Paul Huchon (PS), 39,47 % pour Jean-François Copé (UMP), 76,75 % de participation[35].
- Élections régionales de 2010 : 58,08 % pour Valérie Pécresse (UMP), 41,92 % pour Jean-Paul Huchon (PS), 56,18 % de participation[36].

Élections cantonales et départementales
Résultats des deuxièmes tours :
- Élections cantonales de 2001 : données manquantes.
- Élections cantonales de 2008 : 71,96 % pour Guy Gauthier (UMP), 28,04 % pour Élisabeth Blond (PS), 56,28 % de participation[37].

Référendums
- Référendum de 2000 relatif au quinquennat présidentiel : 66,88 % pour le Oui, 33,12 % pour le Non, 39,96 % de participation[38].
- Référendum de 2005 relatif au traité établissant une Constitution pour l'Europe : 55,41 % pour le Non, 44,59 % pour le Oui, 83,12 % de participation[39].

### Liste des maires
| Période                                  | Période                      | Identité         | Étiquette | Qualité                       |
| ---------------------------------------- | ---------------------------- | ---------------- | --------- | ----------------------------- |
| Les données manquantes sont à compléter. |                              |                  |           |                               |
| 1989                                     | mars 2014                    | Henri Meier      | UMP       | Retraité                      |
| mars 2014                                | janvier 2018                 | Bernard Landolfi | SE        | Retraité Démissionnaire       |
| janvier 2018                             | En cours (au 2 février 2018) | Gino Bertol      | SE        | Économiste de la construction |

### Jumelages
La commune de Videlles n'a développé aucune association de jumelage.

## Population et société

### Démographie

#### Évolution démographique
L'évolution du nombre d'habitants est connue à travers les recensements de la population effectués dans la commune depuis 1793. Pour les communes de moins de 10 000 habitants, une enquête de recensement portant sur toute la population est réalisée tous les cinq ans, les populations de référence des années intermédiaires étant quant à elles estimées par interpolation ou extrapolation. Pour la commune, le premier recensement exhaustif entrant dans le cadre du nouveau dispositif a été réalisé en 2008.

En 2022, la commune comptait 584 habitants, en évolution de −2,67 % par rapport à 2016 (Essonne : +2,89 %, France hors Mayotte : +2,11 %).
| 1793 | 1800 | 1806 | 1821 | 1831 | 1836 | 1841 | 1846 | 1851 |
| ---- | ---- | ---- | ---- | ---- | ---- | ---- | ---- | ---- |
| 577  | 583  | 605  | 637  | 645  | 612  | 614  | 601  | 589  |

| 1856 | 1861 | 1866 | 1872 | 1876 | 1881 | 1886 | 1891 | 1896 |
| ---- | ---- | ---- | ---- | ---- | ---- | ---- | ---- | ---- |
| 569  | 566  | 586  | 598  | 576  | 583  | 639  | 614  | 561  |

| 1901 | 1906 | 1911 | 1921 | 1926 | 1931 | 1936 | 1946 | 1954 |
| ---- | ---- | ---- | ---- | ---- | ---- | ---- | ---- | ---- |
| 570  | 530  | 550  | 502  | 506  | 582  | 521  | 452  | 388  |

| 1962 | 1968 | 1975 | 1982 | 1990 | 1999 | 2006 | 2008 | 2013 |
| ---- | ---- | ---- | ---- | ---- | ---- | ---- | ---- | ---- |
| 381  | 419  | 508  | 522  | 551  | 560  | 634  | 655  | 619  |

| 2018 | 2022 | - | - | - | - | - | - | - |
| ---- | ---- | - | - | - | - | - | - | - |
| 599  | 584  | - | - | - | - | - | - | - |

#### Pyramide des âges
En 2018, le taux de personnes d'un âge inférieur à 30 ans s'élève à 29,4 %, soit en dessous de la moyenne départementale (39,9 %). À l'inverse, le taux de personnes d'âge supérieur à 60 ans est de 27,9 % la même année, alors qu'il est de 20,1 % au niveau départemental.
En 2018, la commune comptait 317 hommes pour 282 femmes, soit un taux de 52,92 % d'hommes, largement supérieur au taux départemental (48,98 %).
Les pyramides des âges de la commune et du département s'établissent comme suit.
| Hommes | Classe d’âge | Femmes |
| ------ | ------------ | ------ |
| 0,3    | 90 ou +      | 0,7    |
| 4,1    | 75-89 ans    | 8,2    |
| 21,1   | 60-74 ans    | 21,6   |
| 27,4   | 45-59 ans    | 27,3   |
| 16,4   | 30-44 ans    | 14,2   |
| 16,1   | 15-29 ans    | 13,5   |
| 14,5   | 0-14 ans     | 14,5   |

| Hommes | Classe d’âge | Femmes |
| ------ | ------------ | ------ |
| 0,5    | 90 ou +      | 1,4    |
| 5,4    | 75-89 ans    | 7,2    |
| 12,9   | 60-74 ans    | 13,9   |
| 20     | 45-59 ans    | 19,4   |
| 19,9   | 30-44 ans    | 20,1   |
| 20     | 15-29 ans    | 18,2   |
| 21,3   | 0-14 ans     | 19,8   |

### Enseignement
Les élèves de Videlles sont rattachés à l'académie de Versailles.
La commune dispose en 2010 d'une école élémentaire publique.

### Autres services publics
En 2011, la commune dispose sur son territoire d'une agence postale.

### Lieux de culte

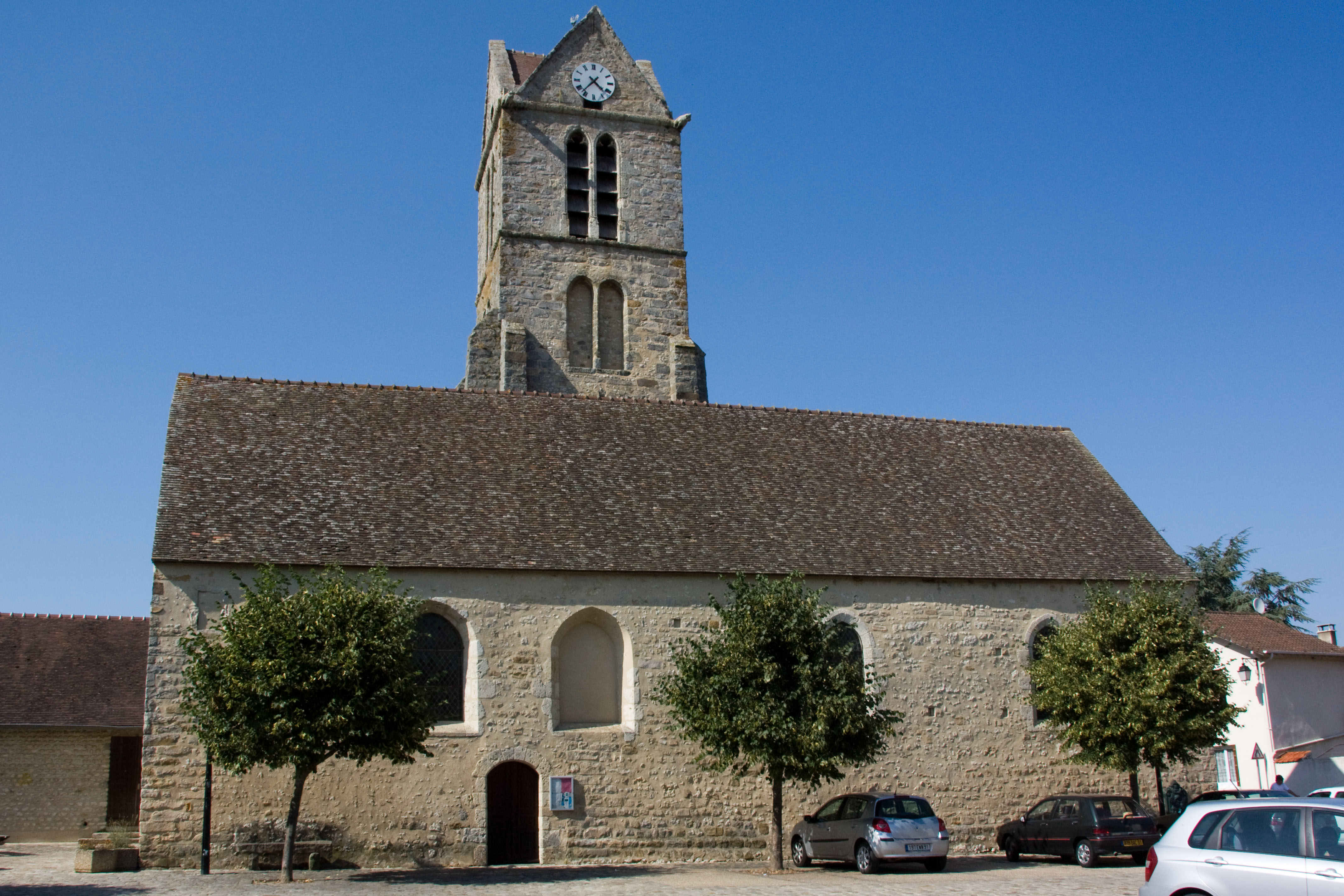
L'église Saint-Léonard.

La paroisse catholique de Videlles est rattachée au secteur pastoral de Milly-la-Forêt et au diocèse d'Évry-Corbeil-Essonnes. Elle dispose de l'église Saint-Léonard.

### Médias
L'hebdomadaire Le Républicain relate les informations locales. La commune est en outre dans le bassin d'émission des chaînes de télévision France 3 Paris Île-de-France Centre, IDF1 et Téléssonne intégré à Télif.

## Économie

### Emplois, revenus et niveau de vie
En 2006, le revenu fiscal médian par ménage était de 22 819 €, ce qui plaçait la commune au 1 025e rang parmi les 30 687 communes de plus de cinquante ménages que compte le pays et au quatre-vingt quinzième rang départemental.
| Répartition des emplois par catégories socioprofessionnelles en 2006. |              |                                           |                                                   |                            |                          |                           |
|                                                                       | Agriculteurs | Artisans, commerçants, chefs d’entreprise | Cadres et professions intellectuelles supérieures | Professions intermédiaires | Employés                 | Ouvriers                  |
| Videlles                                                              | -            | -                                         | -                                                 | -                          | -                        | -                         |
| Zone d’emploi d’Évry                                                  | 0,3 %        | 4,0 %                                     | 20,2 %                                            | 29,6 %                     | 28,2 %                   | 17,7 %                    |
| Moyenne nationale                                                     | 2,2 %        | 6,0 %                                     | 15,4 %                                            | 24,6 %                     | 28,7 %                   | 23,2 %                    |
| Répartition des emplois par secteurs d’activités en 2006.             |              |                                           |                                                   |                            |                          |                           |
|                                                                       | Agriculture  | Industrie                                 | Construction                                      | Commerce                   | Services aux entreprises | Services aux particuliers |
| Videlles                                                              | -            | -                                         | -                                                 | -                          | -                        | -                         |
| Zone d’emploi d’Évry                                                  | 0,9 %        | 13,5 %                                    | 5,4 %                                             | 14,6 %                     | 16,2 %                   | 6,9 %                     |
| Moyenne nationale                                                     | 3,5 %        | 15,2 %                                    | 6,4 %                                             | 13,3 %                     | 13,3 %                   | 7,6 %                     |
| Sources : Insee[,                                                     |              |                                           |                                                   |                            |                          |                           |

## Culture locale et patrimoine

### Lieux et monuments
Les bosquets boisés au sud et à l'est du territoire ont été recensés au titre des espaces naturels sensibles par le conseil général de l'Essonne.
Le clocher de l'église Saint-Léonard a été inscrit aux monuments historiques.

### Héraldique
| Blason de Videlles | Blason  | D'azur à la gerbe de blé à dextre et à la grappe de raisin tigée et feuillée à sénestre, le tout d'or, soutenues d'une masse de carrier d'argent, au chef cousu de gueules chargé de trois accouples aussi d'argent. |
| Blason de Videlles | Détails | |